# Trzydziestościan rombowy
Trzydziestościan rombowy – wielościan posiadający 30 ścian, 32 wierzchołki i 60 krawędzi.
- Wszystkie ściany trzydziestościanu rombowego są przystającymi rombami, których przekątne pozostają w złotej proporcji. W każdym wierzchołku spotykają się 3 lub 5 ścian. W dwudziestu wierzchołkach stykają się kątami rozwartymi trzy romby, zaś w pozostałych dwunastu wierzchołkach styka się kątami ostrymi 5 rombów[1].

## Wzory i właściwości
- Pole powierzchni {\displaystyle S{:}}

{\displaystyle S=12\surd 5a^{2}}
- Objętość {\displaystyle V{:}}

{\displaystyle V=4\surd (5+2\surd 5)a^{3}}
- Kąt między sąsiednimi ścianami:

{\displaystyle {\frac {\pi }{5}}=36^{\circ }}
- Grupa symetrii:

Ih